# Ophioderma longicauda
Ophioderma longicauda is een slangster uit de familie Ophiodermatidae.
De wetenschappelijke naam van de soort werd in 1805 gepubliceerd door Nicolaus Bruzelius, die zich daarbij indirect baseerde op een afbeelding uit het werk van Johann Heinrich Linck, in 1783 geciteerd door Anders Jahan Retzius.